# デヴィッド・ルロイ・アンダーソン
デヴィッド・ルロイ・アンダーソン（David LeRoy Anderson）は、アメリカ合衆国ののメイクアップアーティストである。

## 人物
『ナッティ・プロフェッサー クランプ教授の場合』と『メン・イン・ブラック』でアカデミー賞メイクアップ賞を獲得した。父のランス・アンダーソンも同じくメイクアップアーティストであり、『シンデレラマン』で親子共にアカデミー賞メイクアップ賞にノミネートされた。

## 私生活
妻は『エルム街の悪夢』などで知られる女優のヘザー・ランゲンカンプである。

## 受賞とノミネート
| 賞               | 年   | 部門                | 作品名                                      | 結果       |
| ---------------- | ---- | ------------------- | ------------------------------------------- | ---------- |
| アカデミー賞     | 1996 | メイクアップ賞      | ナッティ・プロフェッサー クランプ教授の場合 | 受賞       |
| アカデミー賞     | 1997 | メイクアップ賞      | メン・イン・ブラック                        | 受賞       |
| アカデミー賞     | 2005 | メイクアップ賞      | シンデレラマン                              | ノミネート |
| 英国アカデミー賞 | 1996 | メイクアップ/ヘア賞 | ナッティ・プロフェッサー クランプ教授の場合 | 受賞       |